# Naissance en 887
Naissance
- 883
- 884
- 885
- 886
- 887
- 888
- 889
- 890
- 891

Cette page dresse une liste de personnalités nées au cours de  l'année 887 :
- Dhani Matang Dev, créateur de la religion Barmati Panth (en) du peuple Meghwal (en) (Inde).
- Mundhir ibn Sa'īd al-Ballūṭī (en), expert de l'Islam et ministre de l'Al-Andalus.

date incertaine (vers 887)
- Al-Bayhaki, écrivain et compositeur musulman.

## Crédit d'auteurs
- Cet article est partiellement ou en totalité issu de l'article intitulé « 887 » (voir la liste des auteurs).